# Cazin (Bosnie-Herzégovine)
Pour les articles homonymes, voir Cazin.
Cazin (en cyrillique : Цазин) est une ville et une municipalité de Bosnie-Herzégovine située dans le canton d'Una-Sana et dans la fédération de Bosnie-et-Herzégovine. Selon les premiers résultats du recensement bosnien de 2013, la ville intra muros compte 14 387 habitants et la municipalité 69 411.

## Géographie
Cazin est située à l'extrême nord-ouest de la Bosnie-Herzégovine, à environ 20 km au nord de Bihać, et environ 15 km de la frontière entre la Bosnie-Herzégovine et la Croatie. La ville se trouve à proximité de Bosanska Otoka. La rivière Una traverse le sud de la municipalité. Le mont Velika Gomila, situé au sud-est de la municipalité, s'élève à 797 m.

## Localités

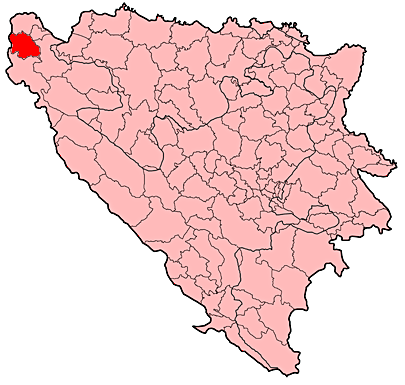
Localisation de la municipalité de Cazin en Bosnie-Herzégovine

La municipalité de Cazin compte 54 localités :
| - Bajrići - Brezova Kosa - Bukovica - Cazin - Crnaja - Čajići - Čizmići - Ćehići - Ćoralići - Donja Barska - Donja Koprivna - Donja Lučka - Glogovac - Gornja Barska | - Gornja Koprivna - Gornja Lučka - Gradina - Hadžin Potok - Kapići - Kličići - Kovačevići - Krakača - Krivaja - Liđani - Liskovac - Ljubijankići - Majetići - Miostrah | - Mujakići - Mutnik - Osredak - Ostrožac - Ostrožac na Uni - Pećigrad - Pivnice - Pjanići - Podgredina - Polje - Ponjevići - Prošići - Rošići - Rujnica | - Skokovi - Stijena - Šturlić - Šturlićka Platnica - Toromani - Tržac - Tržačka Platnica - Tržačka Raštela - Urga - Vilenjača - Vrelo - Zmajevac |

## Démographie

### Villeintra muros

#### Évolution historique de la population dans la villeintra muros
| 1948 | 1953 | 1961 | 1971  | 1981  | 1991   | 2013   |
| ---- | ---- | ---- | ----- | ----- | ------ | ------ |
| -    | -    | 795  | 1 253 | 1 924 | 12 203 | 14 387 |

|  |

### Municipalité

#### Évolution historique de la population dans la municipalité
| 1961   | 1971   | 1981   | 1991   | 2013   |
| ------ | ------ | ------ | ------ | ------ |
| 34 672 | 45 468 | 57 110 | 63 409 | 69 411 |

#### Répartition de la population par nationalités dans la municipalité (1991)
En 1991, sur un total de 63 409 habitants, la population se répartissait de la manière suivante :

## Politique
À la suite des élections locales de 2012, les 30 sièges de l'assemblée municipale se répartissaient de la manière suivante :
| Parti                                                               | Sièges |
| ------------------------------------------------------------------- | ------ |
| Parti d'activité démocratique (A-SDA)                               | 13     |
| Parti d'action démocratique (SDA)                                   | 11     |
| Parti d'union nationale démocratique (NDZ BiH)                      | 2      |
| Parti social-démocrate (SDP)                                        | 2      |
| Alliance pour un meilleur avenir de la Bosnie-Herzégovine (SBB BIH) | 1      |
| Minorités nationales                                                | 1      |

Nermin Ogrešević, membre du Parti d'activité démocratique (A-SDA), a été réélu maire de la municipalité,.

## Tourisme

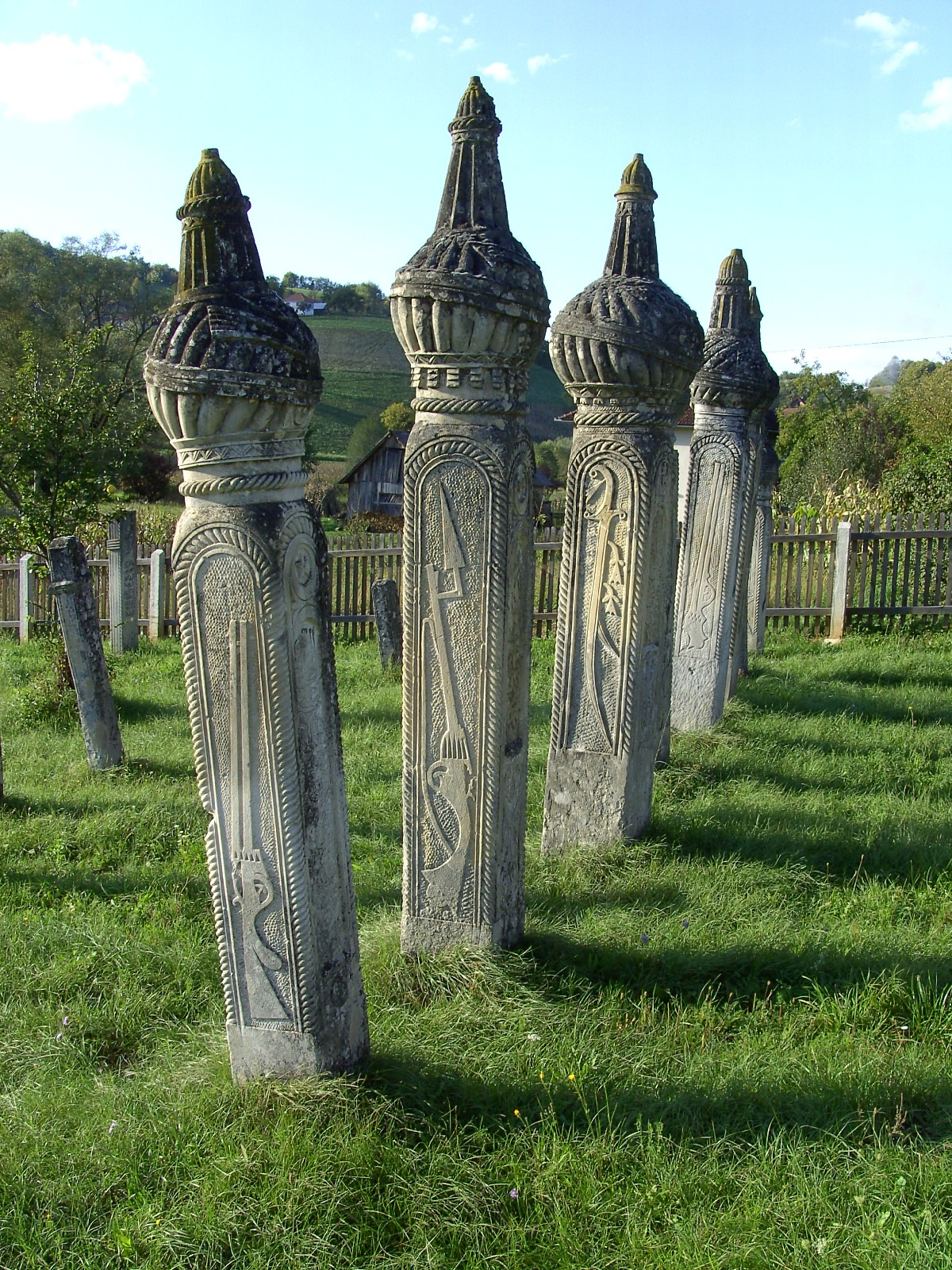
Les nişans de la famille Kajtezović à Donja Lučka
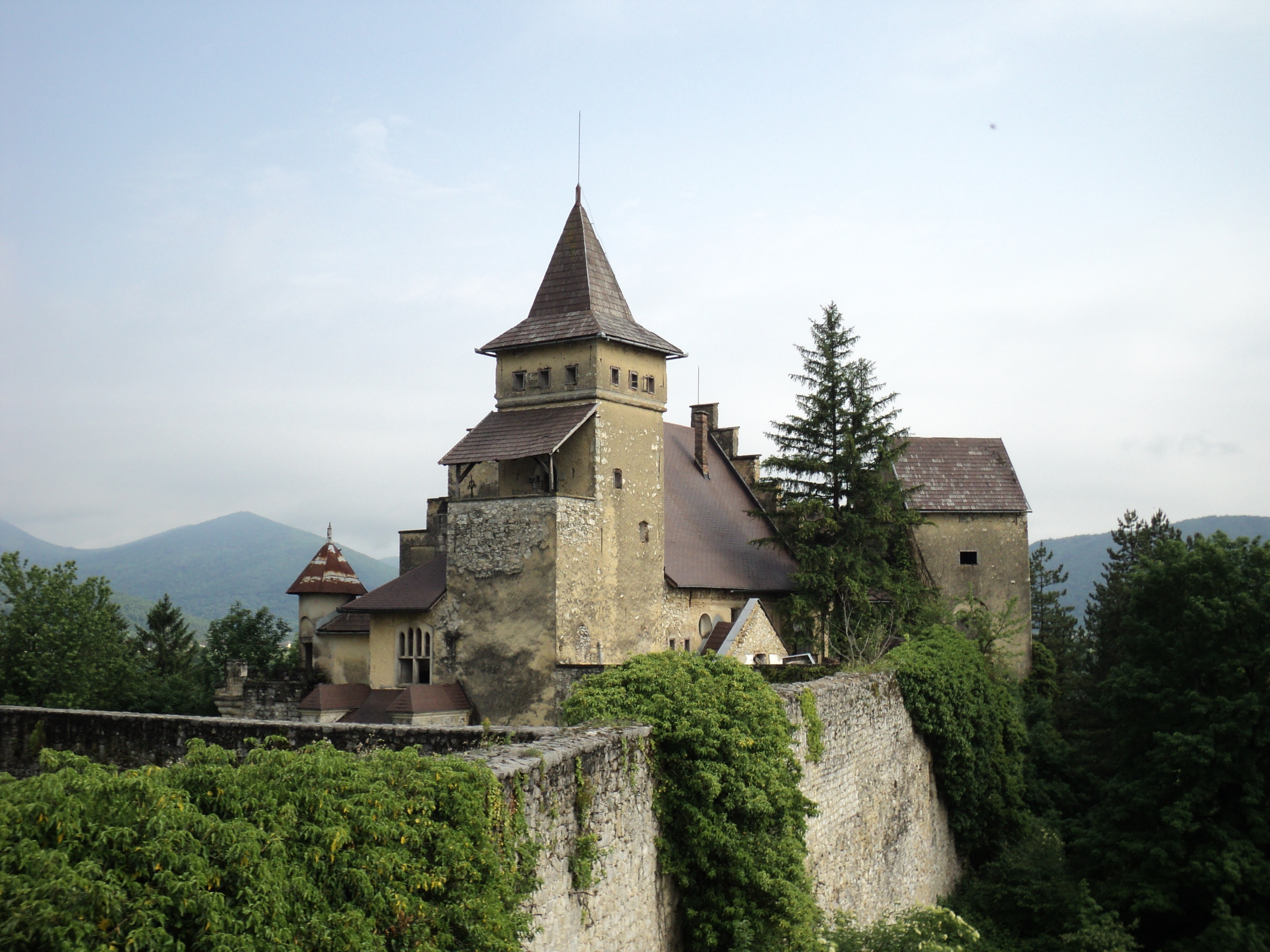
La forteresse d'Ostrožac

## Personnalité
- Ahmet Hadžipašić (1952–2008), homme politique, chef du gouvernement de la fédération de Bosnie-et-Herzégovine (2003–2007)
- Osman Hadžić (né en 1966), chanteur folk
- Hamdija Pozderac (1924-1988), homme politique yougoslave - jugoslavenski političar
- Safet Nadarević (né en 1980), footballeur
- Ibro Šarić (né en 1982), grand-maître d'échecs